# ZSNES
ZSNES is een emulator voor de Super Famicom- en SNES-spelcomputers. Sinds 2001 is ZSNES vrije software onder de GNU General Public License (GPL). Het was oorspronkelijk een emulator voor DOS maar is sindsdien overgezet naar andere systemen waaronder Microsoft Windows, Linux, FreeBSD, Xbox, en Intel Macs.
ZSNES is grotendeels geschreven in Intel x86-Assembly en is daardoor niet eenvoudig om te zetten naar andere architecturen zoals de PowerPC. ZSNES is daardoor echter wel erg snel en kan de meeste SNES-spellen spelen op 60 beelden per seconde met stereogeluid en grafische interpolatie op een Pentium II met 64 MB RAM.

## Geschiedenis
ZSNES is begonnen door de programmeurs zsKnight en _Demo_ en werd in 1997 op het internet gezet. De broncode van ZSNES werd oorspronkelijk niet vrijgegeven. Op 2 april 2001 werd de GPL aangenomen en werd het project open-sourcesoftware, gehost op SourceForge.net (sinds 2006 op BountySource). Sindsdien is een groot aantal wijzigingen gedaan door andere personen. ZSNES wordt nog steeds ontwikkeld, al zijn er weinig officiële versies uitgebracht sinds zsKnight stopte in 2001. De semi-officiële versies worden zeer regelmatig uitgebracht en worden bijgehouden door ipher.

## Mogelijkheden
ZSNES wordt door velen gezien als de meest geavanceerde SNES-emulator. Behalve nauwkeurige emulatie zijn vele andere mogelijkheden overgenomen door andere emulators, onder andere het volgende:
- Ondersteuning voor het schalen van het beeld.
- De mogelijkheid om schermafdrukken te maken.
- De mogelijkheid om een spel op te slaan om later op hetzelfde punt verder te gaan.
- De mogelijkheid om filmpjes op te nemen welke weer teruggekeken kunnen worden.
- Ondersteuning voor het terugspoelen van het spel.
- De mogelijkheid om het afgespeelde geluid op te slaan in een bestand, in het SPC700-formaat (.SPC).
- Uitgebreide audiomogelijkheden, waardoor de SPC700-audio van betere kwaliteit is dan een echte SNES.
- Ingebouwde ondersteuning voor de Game Genie, Action Replay en Goldfinger.
- De mogelijkheid om met meerdere mensen via een netwerk te spelen.

ZSNES wordt gezien als de emulator met de beste ondersteuning voor SNES-hardware en is een van de populairste SNES-emulators. ZSNES en Snes9x waren de eerste SNES-emulators die de Super FX-, DSP-1- en C4-chips ondersteunden. ZSNES biedt ook ondersteuning voor de DSP-4-, S-DD1- en ST010-chips. ZSNES was ook de eerste emulator die het hq2x-interpolatiealgoritme toevoegde.